# Cucina gallese

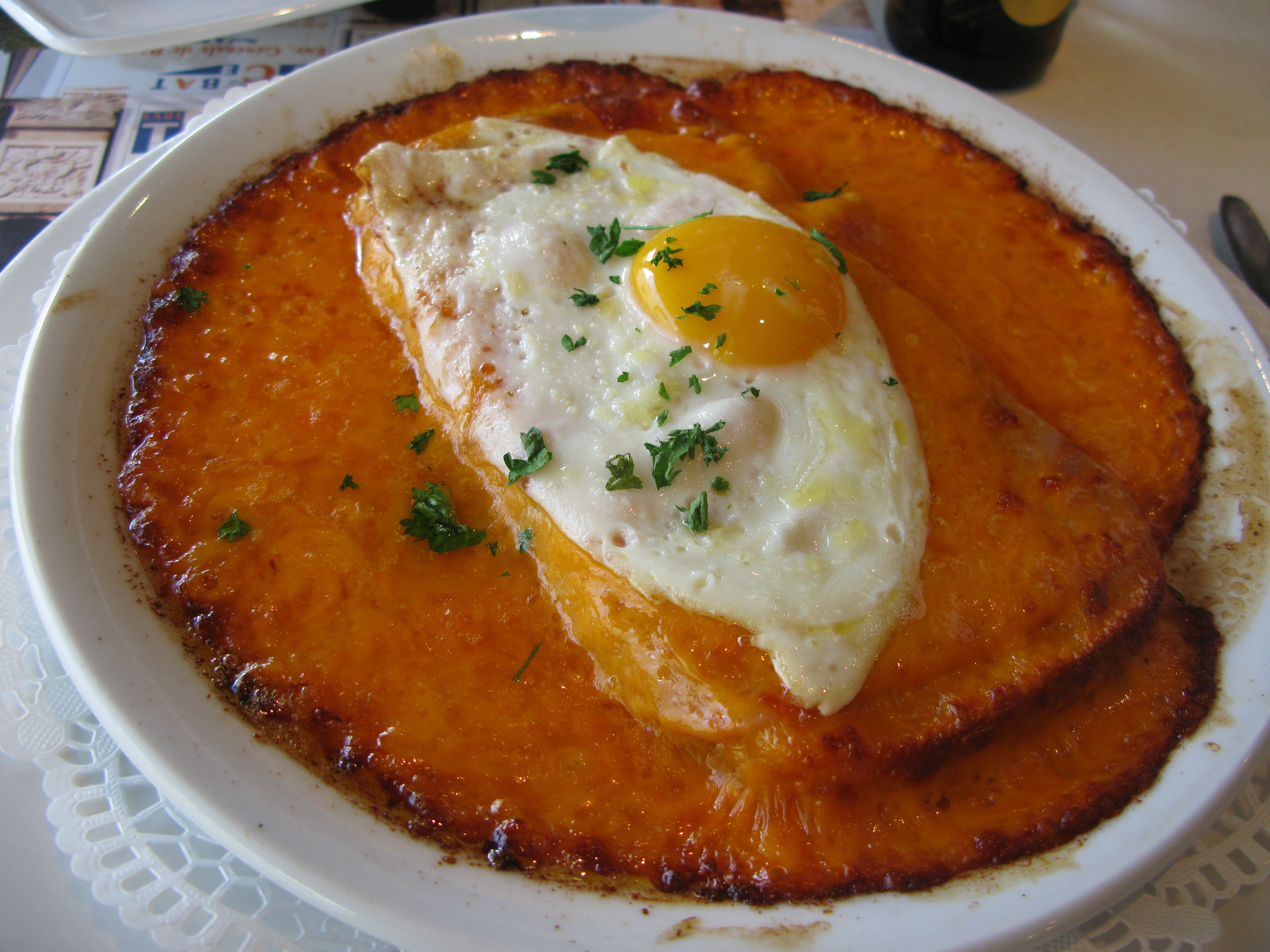
Rarebit gallese con un uovo

Per cucina gallese si intende l'insieme delle tradizioni e pratiche culinarie del Galles, nel Regno Unito.
Ha influenzato ed è stata influenzata dalla cucina britannica.
Sono allevati in modo diffuso manzo e bovini da latte; anche l'allevamento di pecore è estensivo e la carne d'agnello è la carne tipicamente associata alla cucina gallese in piatti come agnello arrosto con salsa di menta fresca.
La cucina gallese include spesso anche pesce, soprattutto nelle aree costiere, dove la cultura del pesce è forte e le pescherie sono comuni.
Il porro vegetale, a causa del suo ruolo di verdura nazionale del paese, è anche usato spesso nella cucina gallese.

## Piatti gallesi
- Tatws pum munud
- Tatws popty
- Welsh rarebit
- Bara brith
- Cawl
- Cockles
- Crempogau
- Faggots
- Lobscows
- Monkfish

## Whiskey

### Acqua
Elenco di società imbottigliatrici gallesi
- Brecon Carreg — Llandeilo, Carmarthenshire.
- Cerist Natural Mineral Water — Dinas Mawddwy, Powys.
- Llanllyr Source — Lampeter, Ceredigion.
- Princes Gate Spring Water — Narberth.
- 3W — Llandrindod Wells, Powys.
- Tŷ Nant — Llanon, Ceredigion.